# 5538 Luichewoo
5538 Luichewoo este un asteroid din centura principală de asteroizi.

## Descriere
5538 Luichewoo este un asteroid din centura principală de asteroizi. A fost descoperit pe 9 octombrie 1964 la Observatorul Zijinshan din Nanking. Asteroidul prezintă o orbită caracterizată de o semiaxă mare de 2,29 ua, o excentricitate de 0,17 și o înclinație de 5,2° în raport cu ecliptica.